# Team LottoNL-Jumbo/2018
Deze pagina geeft een overzicht van de LottoNL-Jumbo-wielerploeg in 2018.

## Algemeen
Sponsors: Lotto en Jumbo Supermarkten
Algemeen manager: Merijn Zeeman
Ploegleiders: Jan Boven, Addy Engels, Sierk Jan de Haan, Frans Maassen, Grischa Niermann, Nico Verhoeven
Fietsmerk: Bianchi

## Renners
| Naam                  | Geboortedatum | Nationaliteit    | Ploeg 2017          |
| --------------------- | ------------- | ---------------- | ------------------- |
| Enrico Battaglin      | 17-11-1989    | Italië           |                     |
| George Bennett        | 07-04-1990    | Nieuw-Zeeland    |                     |
| Lars Boom             | 30-12-1985    | Nederland        |                     |
| Koen Bouwman          | 02-12-1993    | Nederland        |                     |
| Stef Clement          | 24-09-1982    | Nederland        |                     |
| Floris De Tier        | 20-01-1992    | België           |                     |
| Pascal Eenkhoorn      | 08-02-1997    | Nederland        | nieuw               |
| Jos van Emden         | 18-02-1985    | Nederland        |                     |
| Robert Gesink         | 31-05-1986    | Nederland        |                     |
| Dylan Groenewegen     | 21-06-1993    | Nederland        |                     |
| Amund Grøndahl Jansen | 11-02-1994    | Noorwegen        |                     |
| Steven Kruijswijk     | 07-06-1987    | Nederland        |                     |
| Sepp Kuss             | 13-09-1994    | Verenigde Staten | Rally Cycling       |
| Tom Leezer            | 26-12-1985    | Nederland        |                     |
| Bert-Jan Lindeman     | 16-06-1989    | Nederland        |                     |
| Paul Martens          | 26-10-1983    | Duitsland        |                     |
| Daan Olivier          | 24-11-1992    | Nederland        |                     |
| Danny van Poppel      | 26-07-1993    | Nederland        | Team Sky            |
| Neilson Powless       | 03-09-1996    | Verenigde Staten | Axeon Hagens Berman |
| Primož Roglič         | 29-10-1989    | Slovenië         |                     |
| Timo Roosen           | 11-01-1993    | Nederland        |                     |
| Bram Tankink          | 03-12-1978    | Nederland        |                     |
| Antwan Tolhoek        | 29-04-1994    | Nederland        |                     |
| Gijs Van Hoecke       | 21-11-1991    | België           |                     |
| Robert Wagner         | 17-04-1983    | Duitsland        |                     |
| Maarten Wynants       | 13-05-1982    | België           |                     |

### Stagiairs
Vanaf 1 augustus 2018
| Naam     | Geboortedatum | Nationaliteit | Vorige ploeg       |
| -------- | ------------- | ------------- | ------------------ |
| Jan Maas | 19-02-1996    | Nederland     | SEG Racing Academy |

### Vertrokken
| Naam                  | Geboortedatum | Nationaliteit    | Ploeg 2018                      |
| --------------------- | ------------- | ---------------- | ------------------------------- |
| Victor Campenaerts    | 28-10-1991    | België           | Lotto-Soudal                    |
| Twan Castelijns       | 23-01-1989    | Nederland        | gestopt                         |
| Martijn Keizer        | 25-03-1988    | Nederland        | ?                               |
| Steven Lammertink     | 04-12-1993    | Nederland        | Vital Concept                   |
| Juan José Lobato      | 29-12-1988    | Spanje           | Nippo-Vini Fantini-Europa Ovini |
| Jurgen Van den Broeck | 01-02-1983    | België           | gestopt                         |
| Alexey Vermeulen      | 16-12-1994    | Verenigde Staten | Interpro Stradalli Cycling      |

## Belangrijkste overwinningen
| Ronde van Valencia 1e etappe: Danny van Poppel Ronde van Dubai 1e etappe: Dylan Groenewegen Ronde van de Algarve 1e etappe: Dylan Groenewegen 4e etappe: Dylan Groenewegen Kuurne-Brussel-Kuurne Winnaar: Dylan Groenewegen Parijs-Nice 2e etappe: Dylan Groenewegen Tirreno-Adriatico 3e etappe: Primož Roglič Coppi e Bartali 1e etappe: Pascal Eenkhoorn Ronde van het Baskenland 4e etappe (ITT): Primož Roglič Eindklassement: Primož Roglič Puntenklassement: Primož Roglič | Ronde van Romandië Eindklassement: Primož Roglič Ronde van Italië 5e etappe: Enrico Battaglin Ronde van Noorwegen 1e etappe: Dylan Groenewegen 3e etappe: Dylan Groenewegen 4e etappe: Dylan Groenewegen Ronde van Slovenië 2e etappe: Dylan Groenewegen 4e etappe: Primož Roglič 5e etappe: Primož Roglič Eindklassement: Primož Roglič Halle-Ingooigem Winnaar: Danny van Poppel Ronde van Frankrijk 7e etappe: Dylan Groenewegen 8e etappe: Dylan Groenewegen 19e etappe: Primož Roglič | Ronde van Utah 2e etappe: Sepp Kuss 5e etappe: Sepp Kuss 6e etappe: Sepp Kuss Eindklassement: Sepp Kuss Bergklassement: Sepp Kuss Colorado Classic 3e etappe: Pascal Eenkhoorn Veenendaal-Veenendaal Classic Winnaar: Dylan Groenewegen Ronde van Groot-Brittannië 5e etappe (ploegentijdrit): * 1) Ploegenklassement: * 1) Kampioenschap van Vlaanderen Winnaar: Dylan Groenewegen Binche-Chimay-Binche Winnaar: Danny van Poppel Ronde van Guangxi 1e etappe: Dylan Groenewegen |

* 1) Ploeg Ronde van Groot-Brittannië: Bouwman, Eenkhoorn, Van Emden, Powless, Roglič, Wynants
Mannen: 1984 · 1985 · 1986 · 1987 · 1988 · 1989 · 1990 · 1991 · 1992 · 1993 · 1994 · 1995 · 1996 · 1997 · 1998 · 1999 · 2000 · 2001 · 2002 · 2003 · 2004 · 2005 · 2006 · 2007 · 2008 · 2009 · 2010 · 2011 · 2012 · 2013 · 2014 · 2015 · 2016 · 2017 · 2018 · 2019 · 2020 · 2021 · 2022 · 2023 · 2024 · 2025
Lijst van alle renners
Vrouwen: 2021 · 2022 · 2023 · 2024 · 2025
AG2R-La Mondiale · Astana Pro Team · Bahrain-Merida · BMC Racing Team · BORA-hansgrohe · Groupama-FDJ · Lotto Soudal · Mitchelton-Scott · Movistar Team · Quick-Step · Team Dimension Data · Team EF Education First-Drapac p/b Cannondale · Team Katjoesja Alpecin · Team LottoNL-Jumbo · Team Sky · Team Sunweb · Trek-Segafredo · UAE Team Emirates